# Born This Way Foundation
Born This Way Foundation —en español: Fundación Nacido de Esta Manera— es una organización sin fines de lucro con la misión de promover la individualidad y la expresión entre los jóvenes, ayudando a que la comunidad los apoye. La organización fue fundada por la artista estadounidense Lady Gaga y su madre, Cynthia Germanotta, inspirada en el nombre del segundo álbum de estudio de la cantante, Born This Way (2011).
La fundación tiene como objetivo crear un «mundo más valiente y amable» para los jóvenes; crear espacios seguros, promover el aprendizaje de habilidades para la vida, y proporcionar oportunidades para mejorar sus comunidades locales. En un comunicado, Lady Gaga dijo: «Mi madre y yo hemos iniciado un proyecto de pasión [...] para establecer una norma de valentía y amabilidad, así como una comunidad mundial que proteja y nutra a los demás frente a la intimidación y el abandono».
En septiembre de 2012, Gaga fue galardonada por Yoko Ono con la subvención LennonOno Para La Paz por realizar una «campaña activa a favor de temas de tolerancia y paz» con la fundación. El premio «tiene la intención de mantener ese activismo pop vivo» en el espíritu de Ono y su marido John Lennon, cuya canción «Imagine» incluye la famosa frase «Imagina toda la gente viviendo la vida en paz».

## Antecedentes
Lady Gaga tiene una larga historia de acción contra el abuso y la potenciación de los jóvenes. En 2011, Gaga se reunió con el presidente de EE. UU., Barack Obama, para hablar sobre el tema. Su encuentro fue, en parte, respuesta a la muerte de un chico de catorce años de edad, Jamey Rodemeyer, que se suicidó porque estaba siendo acosado. Antes de morir, grabó un vídeo "It Gets Better y publicó un verso de una canción de Lady Gaga en su página de Facebook. En 2010, la Red de Educación Gay, Lesbiana y Heterosexual declaró: «No ha habido una mayor atención de los medios en torno a los [últimos] suicidios». En el mismo mes, Tyler Clementi murió, y se informó de que otros cuatro adolescentes LGBT se suicidaron después de ser acosados por su homosexualidad.
The Guardian señaló además el interés de Gaga en el devastador historial de tiroteos en las escuelas perpetrados por estudiantes que se sentían marginados sociales:

«Gaga reconoce que las escuelas son lugares de gran alcance para despertar la evolución de la sociedad, ella espera que su mensaje "inyecte el amor, la aceptación y la tolerancia en la cultura". Al final del día, el objetivo no es sólo para "salvar a la víctima", dice, "sino también salvar al agresor".

## Historia
La organización fue fundada en 2011 y lanzado formalmente en 2012 por la artista Lady Gaga y su madre, quien dijo que «la mezquinidad de las personas, de alto nivel social, hacia las personas de las más bajas esferas socioecomomicas y adictas a las drogas, debe ser eliminada y a su vez, inspirar a los jóvenes (cualquiera sea su posición social), para crear un sistema de apoyo en sus respectivas adicciones». En la inauguración asistieron varios personajes que ayudan a la organización, la periodista Oprah Winfrey, el escritor Deepak Chopra y la secretaria de Salud y Servicios Humanos de los Estados Unidos, Kathleen Sebelius, los cuales pronunciaron discursos a lo largo de la inauguración.